# Лотман, Алексей Юрьевич
Алексей Юрьевич Лотман (род. 6 мая 1960, Ленинград) — эстонский биолог, политик и деятель охраны природы. Сын литературоведов Ю. М. Лотмана и З. Г. Минц.
Окончил биологический факультет Тартуского университета. В 1991—2000 годах был заместителем директора национального парка Матсалу.
Был членом Рийгикогу (парламента Эстонии) в годах 2007—2011 гг. от Партии зелёных.